# Вильянуэва, Майрин
Майрин Вильянуэва Ульоа (исп. Mayrín Villanueva Ulloa, род. 8 октября 1970 года) ― мексиканская актриса и модель.

## Биография
Она сыграла главную роль в нескольких теленовеллах, в том числе в теленовелле 2013 года «Лгать, чтобы жить».
В конце 2007 года несколько газет сообщили, что Майрин Вильянуэва получила роль девушки Бонда в фильме о Джеймсе Бонде «Квант милосердия» 2008 года. В пресс-релизе, опубликованном позднее представителем официального кастингового агентства фильма Рикардо Эрнандесом, говорилось, что Майрин не была приглашена на роль.
В 1997 году она вышла замуж за актера Хорхе Поза. У пары двое детей, Ромина и Себастьян, однако в 2008 году они расстались. В 2009 году Майрин начала встречаться с актером Эдуардо Сантамариной, за которого вышла замуж, у них есть дочь Джулия.

## Фильмография
| Год          | Название                  | Роль      | Прим.                   |
| ------------ | ------------------------- | --------- | ----------------------- |
| 1998         | Драгоценная               | Клаудия   |                         |
| 1998         | Ложь                      | Николь    | 32 серии                |
| 1999         | Мятежная душа             | Паула     |                         |
| 2000         | Я всегда буду любить тебя | Беренис   |                         |
| 2001         | Подруги и соперницы       | Джорджина |                         |
| 2003         | Моя любимая девочка       | Диана     |                         |
| 2004         | Деревянная женщина        | Мариана   |                         |
| 2005–present | Улица                     | Сильвия   | главная роль; 119 серий |
| 2006         | Самая красивая дурнушка   | Жаклин    | приглашенная актриса    |
| 2007         | Я люблю Хуана Керендона   | Паула     | главная роль            |
| 2007         | Любовь без макияжа        | Паула     | 25 серий                |
| 2011–2012    | Счастливая семья          | Ребека    | главная роль; 266 серий |
| 2013         | Счастливая семья          | Ориана    | главная роль; 102 серии |
| 2014–2015    | Моё сердце твоё           | Исабелла  | главная роль; 176 серий |
| 2016         | Сердце, которое лжет      | Лусия     | главная роль; 7 серий   |
| 2016         | Женщины в черном          | Ванесса   | главная роль; 52 серии  |
| 2017–2018    | Я признаю себя виновным   | Альба     | главная роль; 62 серии  |
| 2018         | У моего мужа есть семья   | Ребека    |                         |
| 2019–2020    | Холост с дочерьми         | Габриэла  | главная роль            |
| 2020         | Рубин                     | Рефуджио  |                         |
| 2021–2022    | Если нам позволят         | Алисия    | главная роль            |
| 2022         | Преодолей отсутствие      | Эстер     | главная роль            |
| 2023         | Она чистая, Эва?          | Эва       | главная роль            |
| 2023         | Счастливый случай         | Лупита    | главная роль            |